# Ken’ya Okazaki
Ken’ya Okazaki (japanisch 岡﨑 建哉 Okazaki Ken’ya; * 31. Mai 1990 in Fukuyama) ist ein japanischer Fußballspieler.

## Karriere
Okazaki erlernte das Fußballspielen in der Jugendmannschaft von Gamba Osaka und der Universitätsmannschaft der Kansai-Universität. Seinen ersten Vertrag unterschrieb er 2013 bei Gamba Osaka. Der Verein spielte in der zweithöchsten Liga des Landes, der J2 League. 2013 wurde er mit dem Verein Meister und stieg in die J1 League auf. 2014 gewann er mit dem Verein die Meisterschaft, den J.League Cup und den Kaiserpokal. Für den Verein absolvierte er 24 Ligaspiele. 2015 wurde er an den Zweitligisten Ehime FC ausgeliehen. Für Ehime absolvierte er 20 Ligaspiele. 2016 kehrte er zu Gamba Osaka zurück. 2017 wechselte er zum Drittligisten Tochigi SC. 2017 wurde er mit dem Verein Vizemeister der J3 League und stieg in die zweite Liga auf. Für den Verein absolvierte er 61 Ligaspiele. 2019 wechselte er zum Ligakonkurrenten Montedio Yamagata.

## Erfolge
Gamba Osaka
- J1 League

Meister: 2014
- J.League Cup

Sieger: 2014
Finalist: 2016
- Kaiserpokal

Sieger: 2014